# Super R-Type
Super R-Type è un videogioco di tipo sparatutto a scorrimento orizzontale pubblicato da Irem in esclusiva per console Super Nintendo Entertainment System nel 1991. Appartiene alla saga di R-Type, in pratica è il porting di R-Type II caratterizzato da alcune modifiche di gameplay e parti grafiche. Il gioco è stato reso disponibile in download digitale per piattaforma Virtual Console nel 2009.

## Trama
Come in R-Type II , i malvagi Bydo sotto la guida dell'imperatore Womb cercano di distruggere l'umanità con una potenza di fuoco incredibile: l'unica speranza di salvezza è riposta nell'astronave terrestre d'assalto R-9.

## Modalità di gioco
Super R-Type è un classico sparatutto con armi incrementabili; durante l'azione, il giocatore può raccogliere vari pod di sostegno che incrementeranno la potenza di fuoco e la tipologia di sparo chiamati Force. Inoltre oltre allo sparo di serie sarà disponibile un raggio energetico a due livelli di potenza, di cui la seconda devastante, chiamato Beam, attivabile tenendo premuto il pulsante di sparo.  Le vite a disposizione sono tre, aumentabili al raggiungimento di determinati punteggi.
Il gioco si svolge per sette livelli, tre dei quali (compreso l'ultimo) sono ripresi pari pari da R-Type II; mentre il quarto livello ricorda solo in parte il terzo di R-Type II, con le enormi e indistruttibili astronavi Bydo che anche qui agiscono come nemici comuni, ma il boss stavolta è il motore dell'astronave che apparirà per ultima (gigantesca anch'essa), la sola quindi che il giocatore potrà abbattere, una volta penetrato al suo interno.
Al pari di R-Type, Super R-Type va completato due volte di seguito: in questo caso però entrambi i finali contemplano la fuga della navicella del giocatore insieme ad altre tre. Non si nota invece nessuna variazione nella lotta contro Womb.

## Armamento
- Pod azzurro, triplo raggio laser. Il raggio rimbalza anche sulle pareti dei livelli prendendo direzioni imprevedibili.
- Pod magenta, laser rosso e blu incrociato l'arma più potente. Se si dispone di pod di sostegno anch'esso sparerà.
- Pod giallo, sparo a salva fino a otto proiettili di energia.
- Pod verde, raggio laser a tre vie, a ricerca automatica dei nemici.
- Pod bianco, proiettili maggiorati a impatto, creano soprattutto danni ingenti con l'esplosione.
- Pod di sostegno, proteggerà la R-9 sopra e raccogliendone un secondo anche sotto. Inoltre se la R-9 ha in uso il pod magenta, anche il pod di sostegno sparerà un laser, blu sopra e rosso sotto.
- Pod M rosa, sgancio bomba a grappolo in maniera automatica.
- Pod M azzurro, due missili a ricerca automatica.
- Pod S, la velocità dell'astronave R-9 viene incrementata fino ad un massimo di tre volte.

## Livelli e boss
- Livello 1, Space - Boss: Illuminator
- Livello 2, Ruins - Boss: Zabtom (è il Subatomic di R-Type II, con una nuova denominazione)
- Livello 3, Cave  - Boss: Inexsis
- Livello 4, Giant Space Ship - Boss: Prisoner (motore interno della Giant Space Warship Bydo)
- Livello 5, Resource Acquisition Area (o anche Mining Field) - Boss: Rios
- Livello 6, Recycling Factory - Boss: Recycler
- Livello 7: Bydo Empire - Boss: Womb (Imperatore dei Bydo)

## Colonna sonora
Le musiche portano la firma di Masahiko Ishida, che aveva già composto i temi di R-Type II, nessuno dei quali è stato ripreso.
- R 9, to the Front! (tema introduttivo)
- Solo Sortie  (tema dei nemici comuni livello 1)
- Counterattack '91 (tema dei nemici comuni livello 2)
- As Wet as a Fish (tema dei nemici comuni livello 3)
- A Submerging Titan (tema dei nemici comuni livello 4)
- Dream of a Labyrinth (tema dei nemici comuni livello 5)
- R Dance (tema dei nemici comuni livello 6)
- National Anthem of Bydo Empire (tema dei nemici comuni livello 7)
- Return of the Creature (tema dei boss)
- Escape from the Bydo Empire (tema della fuga delle navicelle, in due tempi)